# 朝鲜银行券
朝鲜银行券 (韓語：조선은행권)，正式貨幣名称为朝鲜圆 (韓語：조선 엔)，是朝鲜日治时期所使用的貨幣，並同时在满洲国和关东州中流通使用，基本單位為圓（羅馬化：en），而1圓等於100錢（韓語：전），而朝鲜银行券是特指由朝鮮銀行印製並成為朝鮮日治所使用的法定鈔票名稱，而至日治朝鮮的中後期則因為戰爭影響了鈔票的原物料的進口，因此朝鮮銀行在小面額輔幣部分選擇直接使用與日本相同的小面額日圓硬幣，並不再發行小面額的朝鮮銀行券，故當時的朝鮮半島上同時使用的貨幣除了朝鮮銀行券外還有來自日本的日圓小額面額的輔幣硬幣。
而因銀行券上的圖樣為日本七福神之一的壽老人，形象取自金允植，故在中国东北被俗称為“老头票”。
朝鲜银行券和日圆及臺灣銀行券等值，是日本政府专门在朝鲜半岛上发行的货币。
朝鲜银行券的基本单位是圆，1圆等于100钱。

朝鲜银行券于1910年取代了大韩帝国圆，最終在1945年又分別被舊韩圆和朝鲜圆替代。

## 纸币
在1902年－1910年间，韓國的紙幣由第一勸業銀行发行，稱為「株式會社第一銀行券」，面值包括10钱、20钱、50钱、1圆、5圆和10圆。其中10、20、50钱的纸币采用直式印刷。
1909年後，大韓帝國在漢城府成立了韓國銀行作為央行，并开始发行新式的银行券，稱為「韓國銀行券」。
而在日韓合併后，韩国银行更名为朝鲜银行，韓國銀行券則改名為朝鮮銀行券，並定期发行1圆、10圆、5圆和100圆的货币，偶尔发行一些以钱为单位的纸币。此外有面值为1000圆的纸币，但是从未发行。

## 票样

### 1916
| 面額           | 正面 | 背面 |
| -------------- | ---- | ---- |
| 5錢 (郵票貨幣) |      |      |
| 10錢           |      |      |
| 20錢           |      |      |
| 50錢           |      |      |

### 1919
| 面額 | 正面 | 背面 |
| ---- | ---- | ---- |
| 10錢 |      |      |
| 20錢 |      |      |
| 50錢 |      |      |

### 1937
| 幣值 | 正面 | 背面 |
| ---- | ---- | ---- |
| 10錢 |      |      |
| 50錢 |      |      |

### 1911
| 面額           | 正面 | 背面 |
| -------------- | ---- | ---- |
| 1圓 (金圓券)   |      |      |
| 5圓 (金圓券)   |      |      |
| 10圓 (金圓券)  |      |      |
| 100圓 (金圓券) |      |      |

### 1932
| 面額 | 正面 | 背面 |
| ---- | ---- | ---- |
| 1圓  |      |      |
| 5圓  |      |      |
| 10圓 |      |      |

### 1938
| 面額  | 正面 | 背面 |
| ----- | ---- | ---- |
| 100圓 |      |      |

### 1944
| 面額  | 正面 | 背面 |
| ----- | ---- | ---- |
| 1圓   |      |      |
| 5圓   |      |      |
| 10圓  |      |      |
| 100圓 |      |      |

### 1945
| 面額            | 正面 | 背面   |
| --------------- | ---- | ------ |
| 1圓             |      |        |
| 5圓             |      |        |
| 100圓           |      |        |
| 1000圓 (未發行) |      | 不適用 |